# 水原由貴
水原 由貴（みずはら ゆき（本名非公表）、3月4日 - ）は、日本の元歌手・作詞家。北海道函館市出身、ビーイング所属。

## 略歴
高校卒業後、ライブハウス・函館ケントスで活動し、後に東京ケントスに。長戸大幸の紹介で1992年に小澤正澄と音楽ユニットPAMELAHを結成し、1995年2月にメジャーデビュー。PAMELAHでは「LOOKING FOR THE TRUTH」と「Dream Again」を除く全ての作詞を担当。2000年にはソロシングルを発売。

## ディスコグラフィー

### シングル
- LOVE IS PAIN　（2000年03月01日　規格品番 COCA-50505）